# أحواض الترسيب

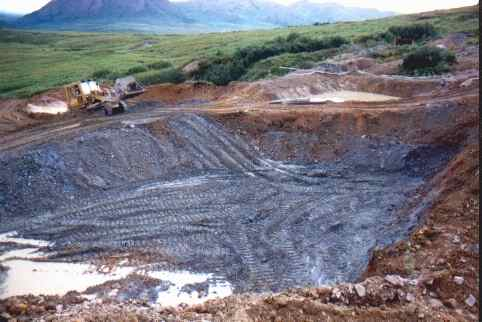
تسوية بركة تحت الإنشاء، منجم الشريط الأزرق، ألاسكا

حوض الترسيب، أو ما يعرف بترسيب البِرَك أو مصبّات البِرَك وقد تكون طينيّة أو مصنوعة من الخرسانة وتستخدم فيه عملية الترسيب لإزالة المواد المستقرة بالأسفل والعكورة مثل الموجودة في مياه الصرف. نستطيع من خلال هذه الأحواض السيطرة على المياه الملوثة في مختلف الصناعات، مثل: الزراعة، الاستزراع المائي، التعدين. وتعد العكورة خاصية مرئية للماء نستطيع أن نراها عند تشتت الضوء بين المواد العالقة في الماء.
بالرغم من أنّ العكورة غالباً ما تختلف باختلاف مقاس وحجم المواد المستقرة، لكن الترابط بينها يكون معقد وذلك أيضا حسب الاختلاف في المقاس، الشكل، معامل الانكسار وجاذبية محددة للمواد العالقة.
بِرَك الترسيب قد تكون غير فعّالة للتخلص من العكورة بسبب وجود حبيبات صغيرة بجاذبية معينة لا تكفي لجعلها تعلق وذلك بسبب حركتها البراونية (وهي حركة عشوائية غير منتظمة للجسيمات المجهرية في السوائل).

## مجالات التطبيق
أحواض الترسيب تستخدم كآلية فصل للتخلص من المواد المرفوضة (مثل: استراتيجيات إدارة النفايات الصلبة) ذات الحجم والكمية المحددين في مجالات مختلفة، مثل تربية الأحياء المائية، والتعدين، ومنتجات الألبان، ومعالجة الأغذية، وإنتاج الكحول وصنع الخمور. يجب أن نُصرِّف أحواض الترسيب ونزليها بشكل منتظم لكي نحافظ على أن يكون الأداء مرضياََ.

## الاستزراع المائي
جميع المواد التي لا تُزال من النظام أثناء الحصاد تكون نفايات بما في ذلك الأغذية غير المأكولة، والفضلات، والمواد الكيميائية والعلاجات، والأسماك الهاربة والميتة، ومسببات الأمراض. أحواض الترسيب في الحقل عبارة عن برك بسيطة يتم حفرها في اتجاه المصب لإزالة المواد الصلبة العالقة بشكل فعّال، وإنتاج تدفق سائل مصفّى، وتراكم الطين بشكل كثيف ليصل إلى الحد الأدنى من الحجم. إذا حدث فشل في أي من هذه الوظائف، فقد يكون لذلك تأثير كبير على أداء الأحواض، وهذا بدوره يؤدي إلى الإضرار في فاعلية سير العملية.

### التعدين
تساهم مياه الصرف الناتجة من الصناعات التعدينية  في الحموضة والمواد العالقة وأيونات المعادن الثقيلة الذائبة في البيئة المائية، مما يتسبب في مشاكل بيئية للحياة البيولوجية وتغير لون المياه المستقبلة. عندما طُبِّقت أحواض الترسيب من قبل منطقة التعدين Coeur d'Alene في شمال ولاية أيداهو، الولايات المتحدة، والمعروفة عالميًا بإنتاج الرصاص والزنك والفضة، لمعالجة مياه الصرف الصحي فإن ذلك أدى إلى تحسين كبير في جودة المياه المصرفة من عمليات التعدين.

### نفايات الألبان
من خلال تقليل سرعة التدفق للحد من المواد الصلبة التي يتم نقلها جنبًا إلى جنب مع سائل التدفق السريع، يمكن أن يحدث الفصل. تقريباََ  35٪-60٪ من المواد الصلبة يتم إزالتها من الطين السائل المخفف، في كل 10 دقائق من مدة احتجازها،  وتكون مدة  الاحتجاز مشتركة من 30 إلى 60 دقيقة. وبسبب عدم أخذ التصميم المنتقد بعين الاعتبار فإن معظم أحواض الترسيب  التي بُنِيت كانت بحجم كبير جدا ولكن بكفاءة قليلة.
تقلل أحواض الترسيب المستخدمة في عملية إنتاج الألبان من من حمل المغذيات على شريط المرشح الخضري من الجريان السطحي، وبالتالي تقليل حجم البحيرة المطلوبة لمنشأة جديدة. علاوة على ذلك، فإن أحواض الترسيب مفيدة لإزالة المواد الصلبة غير المرغوبة، مثل التبن، والقش والريش من مجرى النفايات قبل أن تتدفق إلى البحيرة، وتساعد على تقليل الرائحة تمنع تكوين القشرة على سطح البحيرة. يمكن استخدام حاجز للحفاظ على المواد الصلبة العائمة التي تمت إزالتها. يوجد نوعان من أحواض الترسيب، يعتمدان على طريقة إزالة المواد الصلبة.  النوع الأول، تتم إزالة المواد الصلبة ميكانيكيًا (بعد أن يتم تصريف المياه الجارية بعيدًا)، عادةً باستخدام محمل أمامي أو جرافة انزلاقية. أما النوع الآخر، فيتم بشكل هيدرولوكي (مضخة) لإزالة المواد الصلبة. عادة، يبدأ الضخ عندما يكون الحوض ممتلئ إلى النصف بالمواد الصلبة والباقي منه يملؤُه الماء.